# إروين جاكوبس
اروين جاكوبس (بالإنجليزية: Irwin M. Jacobs) (و. 1933 – م) هو من الولايات المتحدة الأمريكية . ولد في نيو بدفورد . وهو عضواً في الأكاديمية الأمريكية للفنون والعلوم، والأكاديمية الوطنية للهندسة .

## التعليم
تعلم في معهد ماساتشوست للتكنولوجيا، وجامعة كورنيل، وكلية الهندسة في جامعة كورنويل

## مناصب وهيئات
أدار معهد ماساتشوستس للتكنولوجيا، وجامعة كاليفورنيا (سان دييغو).

## جوائز
حصل على جوائز منها:
- ميدالية الشرف لمعهد مهندسي الكهرباء والإلكترونيات [الإنجليزية]‏ (2013)
- قلادة العلوم الوطنية الأمريكية في مجال التكنولوجيا والإبتكار
- ميدالية ألكسندر جراهام بيل من معهد مهندسي الكهرباء والإلكترونيات
- جائزة ماركوني.